# Helvetia (Schiff, 1832)
Die Helvetia war ein Glattdeckdampfer der Dampfschiffahrtsgesellschaft für den Bodensee und Rhein mit Heimathafen Konstanz, der 1832 in Dienst gestellt wurde.

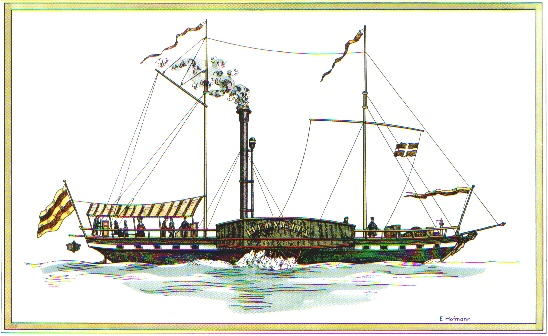
Glattdeckdampfschiff Helvetia

Die Helvetia, die etwas kleiner war als die Leopold, wurde hauptsächlich auf dem Untersee und Rhein zwischen Konstanz und Schaffhausen eingesetzt.
1841 erhielt das Schiff den Namen Omnibus, nachdem eine neue Helvetia in Dienst gestellt worden war. Die Omnibus wurde bereits 1843 abgebrochen.

## Namensgebung
Das Schiff war nach der Helvetia benannt; einer Frauenfigur, welche die Schweiz bzw. die Eidgenossenschaft versinnbildlicht. Auf Briefmarken und Münzen wird „Helvetia“ als sprachneutrale Landesbezeichnung verwendet.